# 松尾真希
松尾真希（まつお まき）は、日本の女性起業家、株式会社Frank PR代表取締役社長。サステナビリティ重視のレザーブランド「Raffaello」を運営し、バングラデシュのシングルマザーや障がい者を雇用する循環型ビジネスモデルを構築した。
2023年に「第6回ジャパンSDGsアワード 外務大臣賞」、2021年に「第9回環境省グッドライフアワード 環境と福祉賞」を受賞し、日本政府主催の主要SDGs表彰を受賞した。2024年にはJETRO「J-StarX」起業家育成プログラムに採択され。2025年3月にはTEDxAWAJIのプレゼンターに選出された。

## 経歴

### 学歴
ハワイ大学大学院マノア校で都市地域計画学を学び、2010年にHawaii Planning Awardを受賞した。大学院では持続可能な都市開発について研究を行った。

### 起業まで
2014年にRaffaello創業メンバーとして事業を開始し、2018年10月に株式会社Frank PRを設立。東京に拠点を構え、サステナビリティに特化したビジネスモデルの構築に取り組んでいる。

## 事業

### Raffaello
主力ブランドであるRaffaelloは、バングラデシュの宗教儀式で使用されて廃棄されてしまう革を活用し、現地のシングルマザーや障がい者を雇用して高級革製品を製造する循環型ビジネスモデルを採用している。従来のレザー製品と比較してCO₂排出量を80%削減するレザー開発を発表しており、環境負荷の大幅な軽減を実現している。

### SDGsコンサルティング
企業向けSDGs導入支援およびスコープ3脱炭素アドバイザリー業務を展開している。

## 社会的影響・評価
Newsweek Japanでは「何気ない行動が持続可能な開発につながる」特集において、国際的視点でのSDGs取り組みが評価された。中小企業基盤整備機構のJ-Net21では”異例の政府W受賞スタートアップ”として紹介された。
日本経済新聞では、同社の取り組みが持続可能なファッション業界の先駆的事例として取り上げられた。また、東京都のサステナブルファッション推進事業においても、循環型ビジネスモデルの成功事例として紹介されている。